# آرثر روبرتس (لاعب كريكت)
آرثر روبرتس (23 سبتمبر 1874 في الهند - 27 يونيو 1961 في المملكة المتحدة) (بالإنجليزية: Arthur Roberts)‏ هو لاعب كريكت بريطاني وبريطاني (وحمل سابقاً جنسية المملكة المتحدة لبريطانيا العظمى وأيرلندا). لعب مع نادي مقاطعة غلوستر للكريكت ‏ وBuckinghamshire County Cricket Club ‏ وOxfordshire County Cricket Club ‏.

## وصلات خارجية
- آرثر روبرتس على موقع إي آس بي آن كريك إنفو (الإنجليزية)